# Estátua de Valle-Inclán
Valle-Inclán é uma escultura criada pelo escultor espanhol César Lombera, localizada em Pontevedra, Espanha. Está situada na Praça de Méndez Núñez e foi inaugurada em 26 de junho de 2003.

## História
No início do século XXI a Câmara Municipal de Pontevedra decidiu instalar um monumento ao escritor Ramón María del Valle-Inclán na cidade devido à sua grande relação com Pontevedra e para compensar a retirada, em 1952, de um busto deste escritor universal que se encontrava nos jardins do Parque das Palmeiras e que foi doado ao município de A Pobra do Caramiñal.
Decidiu-se instalá-lo na praça Méndez Núñez, em frente à casa dos Muruais (irmãos Jesús e Andrés), em cuja importante biblioteca foi formado e entrou no mundo da literatura. A escultura custou 16.000 euros.
Ramón María del Valle-Inclán nasceu em Vilanova de Arousa, na província de Pontevedra. Depois de estudar là com a ajuda do seu pai, toda a família se mudou para a capital da província, Pontevedra, onde o seu pai tinha conseguido ser nomeado secretário da Prefeitura (Governo Civil). Começou os seus estudos secundários na Escola Secundária Provincial de Pontevedra em 1877. Durante este tempo, Jesús Muruáis, professor de francês e latim e amigo do seu pai, influenciou-o no campo literário. Leu Cervantes, Francisco de Quevedo e o visconde de Chateaubriand, além de obras militares e obras sobre a história da Galiza. A 29 de abril de 1885, completou os seus estudos secundários aos dezenove anos de idade.
Estudou Direito na Universidade de Santiago de Compostela, que não vai terminar. Após outra estadia em Pontevedra em 1890, mudou-se para Madrid. Regressou a Pontevedra em 1892 e mais tarde partiu para o México. Voltou a Pontevedra em 1893 para aliviar a sua saudade. Fica amigo de Jesus Muruáis, em cuja biblioteca pode ler os escritores europeus mais importantes da época. Frequentemente ia ao Café Moderno onde exibia a sua dialética particular, que mais tarde o tornaria famoso. Publicou na cidade em 1895 o seu primeiro livro de histórias : Femeninas.
Foi nesta altura que Valle-Inclán adoptou o código de vestuário dos jovens escritores franceses: uma capa, um chapéu e acima de tudo uma barba comprida. Viveu em Pontevedra numa casa da praça das Cinco Ruas até 1896, quando, aos 29 anos de idade, se mudou para Madrid.

## Descrição
A figura do escritor está instalada de um lado da praça, numa atitude de saída da Casa dos Muruáis, onde costumava ir à sua biblioteca, uma das melhores de Pontevedra, e participar em encontros culturais.
A escultura é em bronze e representa o escritor como um dândi, com um chapéu, um casaco trespassado e  uma bengala, em tamanho real. Usa bigode, óculos e a sua característica barba comprida. Pesa meia tonelada e mede 1,75 metros.
A escultura baseia-se na imagem clássica do escritor e, mais precisamente, numa fotografia dele a caminhar ao longo do Paseo de Recoletos em Madrid.

## Galeria de imagens

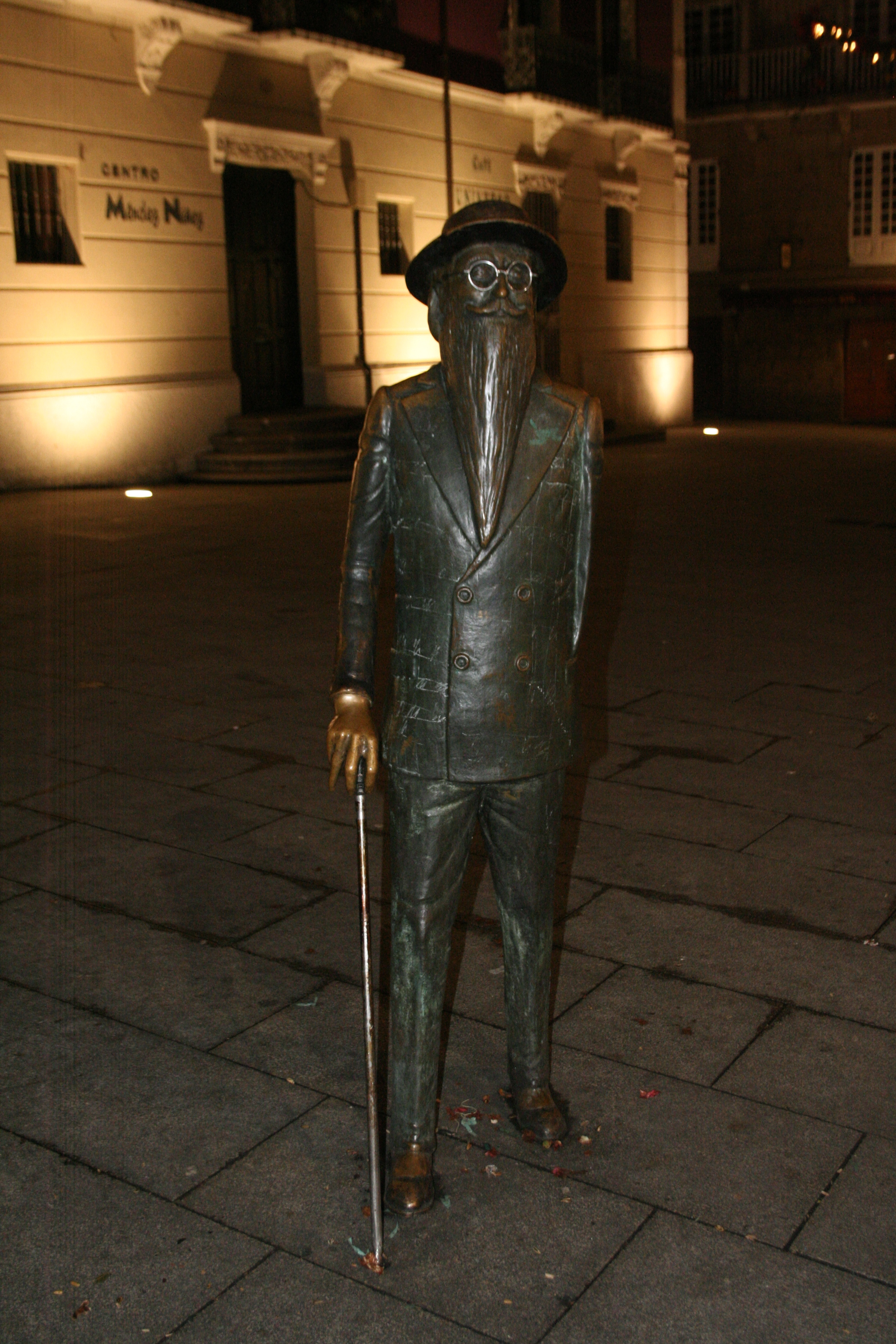
A estátua à noite
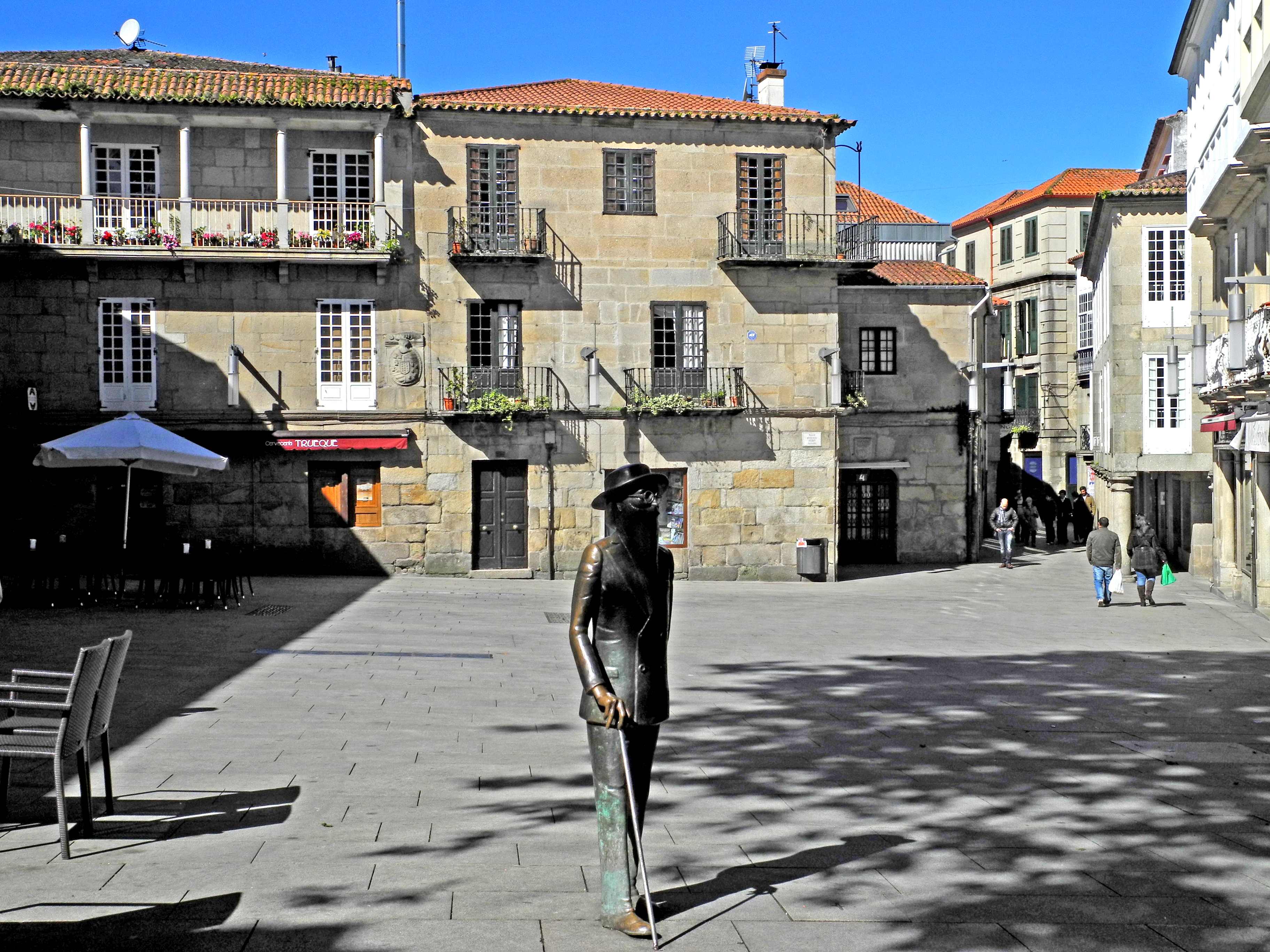
Valle-Inclán na praça Méndez Núñez
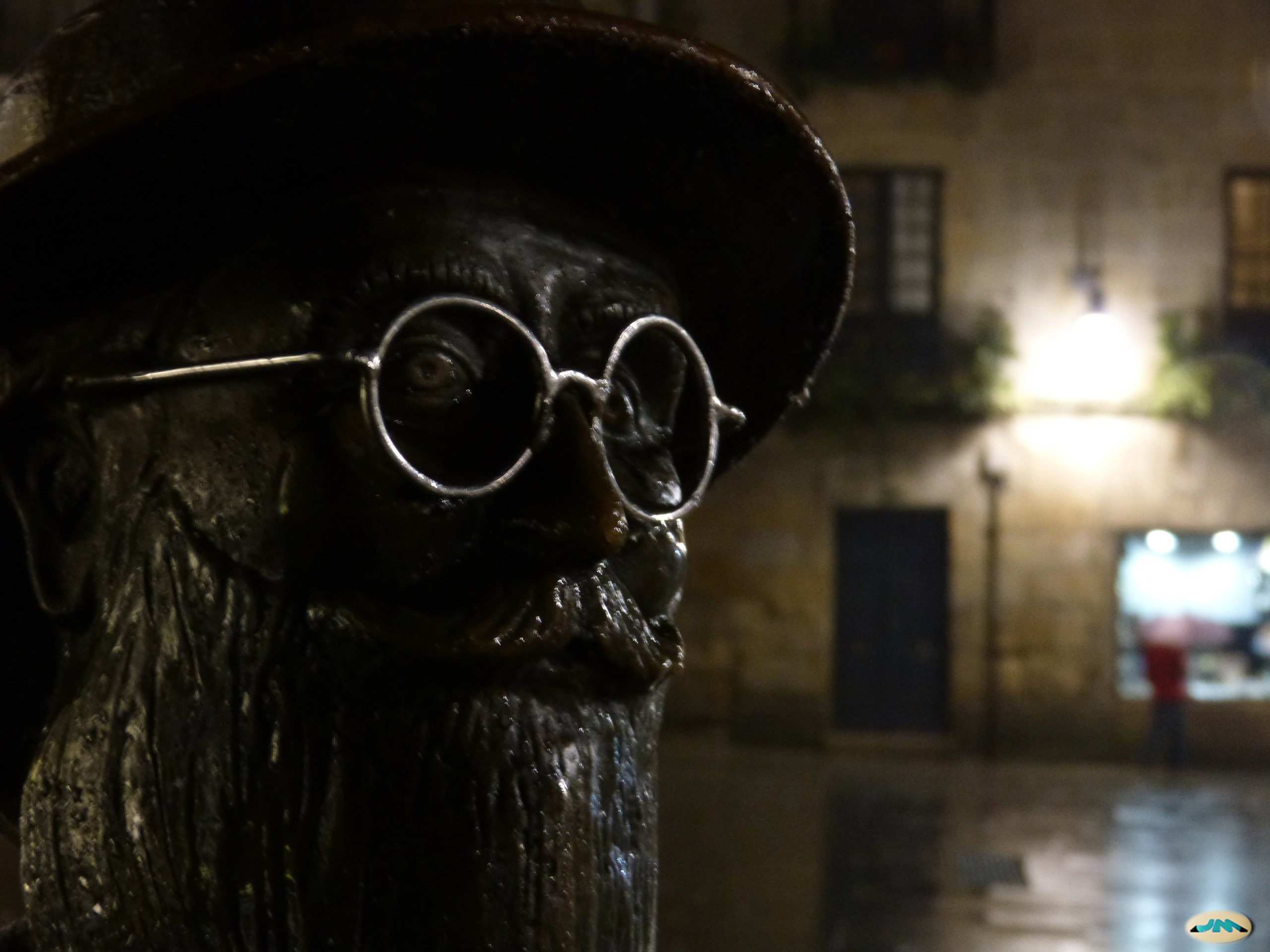
Rosto da estátua
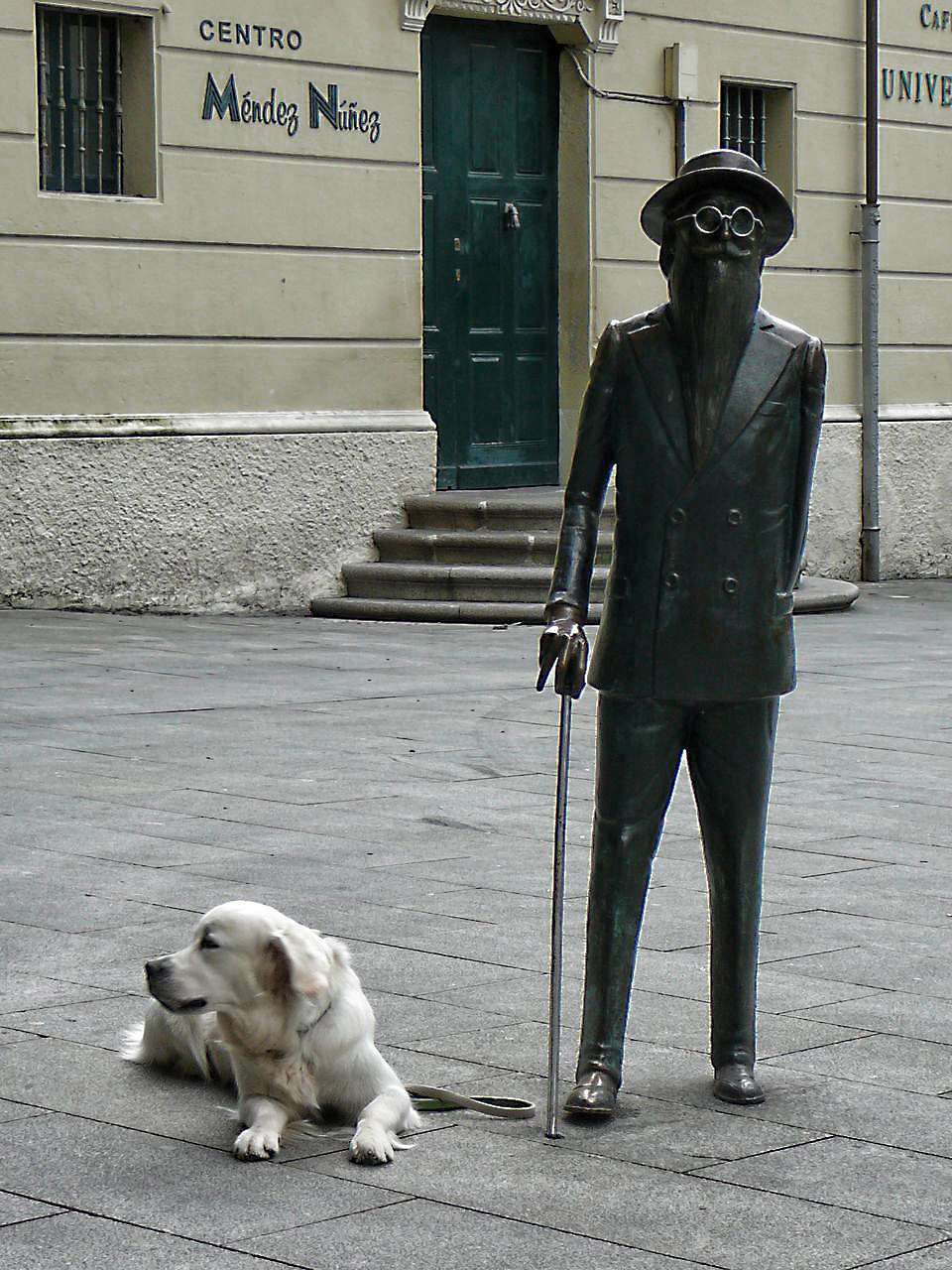
A estátua na praça
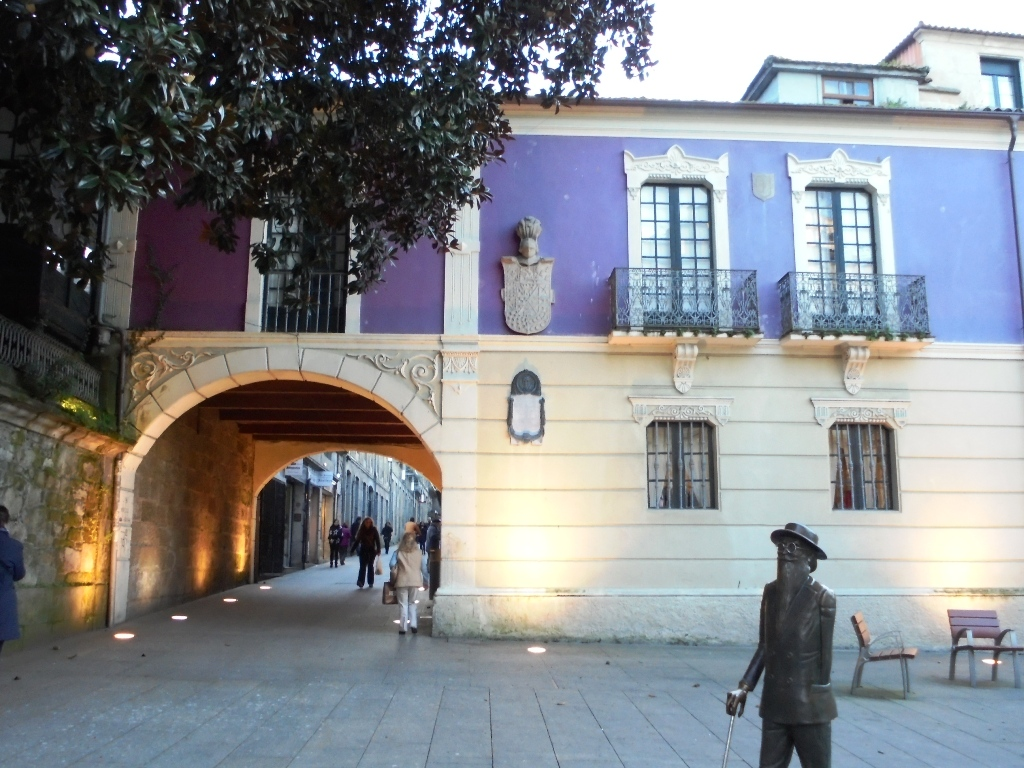
Valle-Inclán em frente à casa dos Muruais
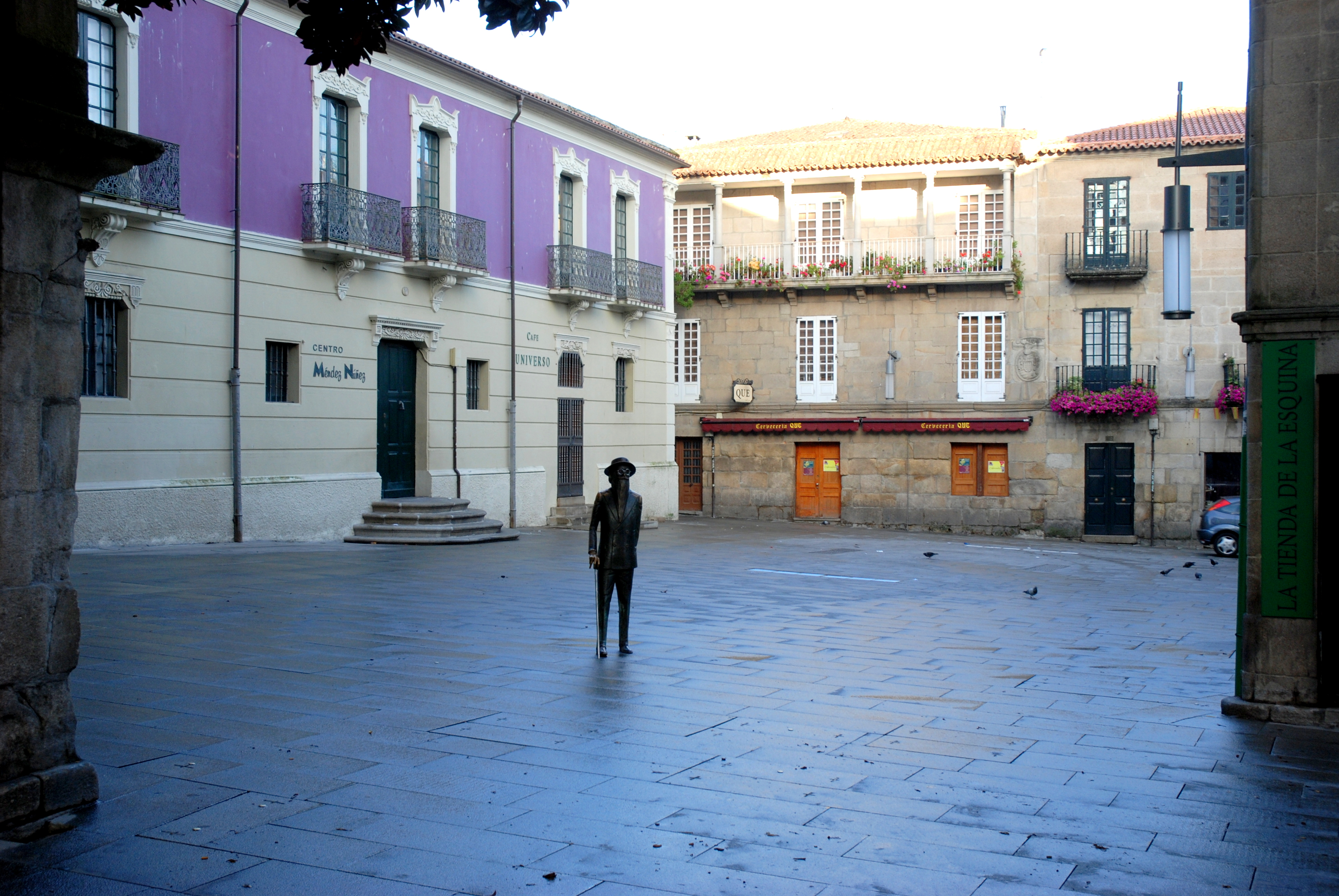
A estátua em frente à casa dos Muruais
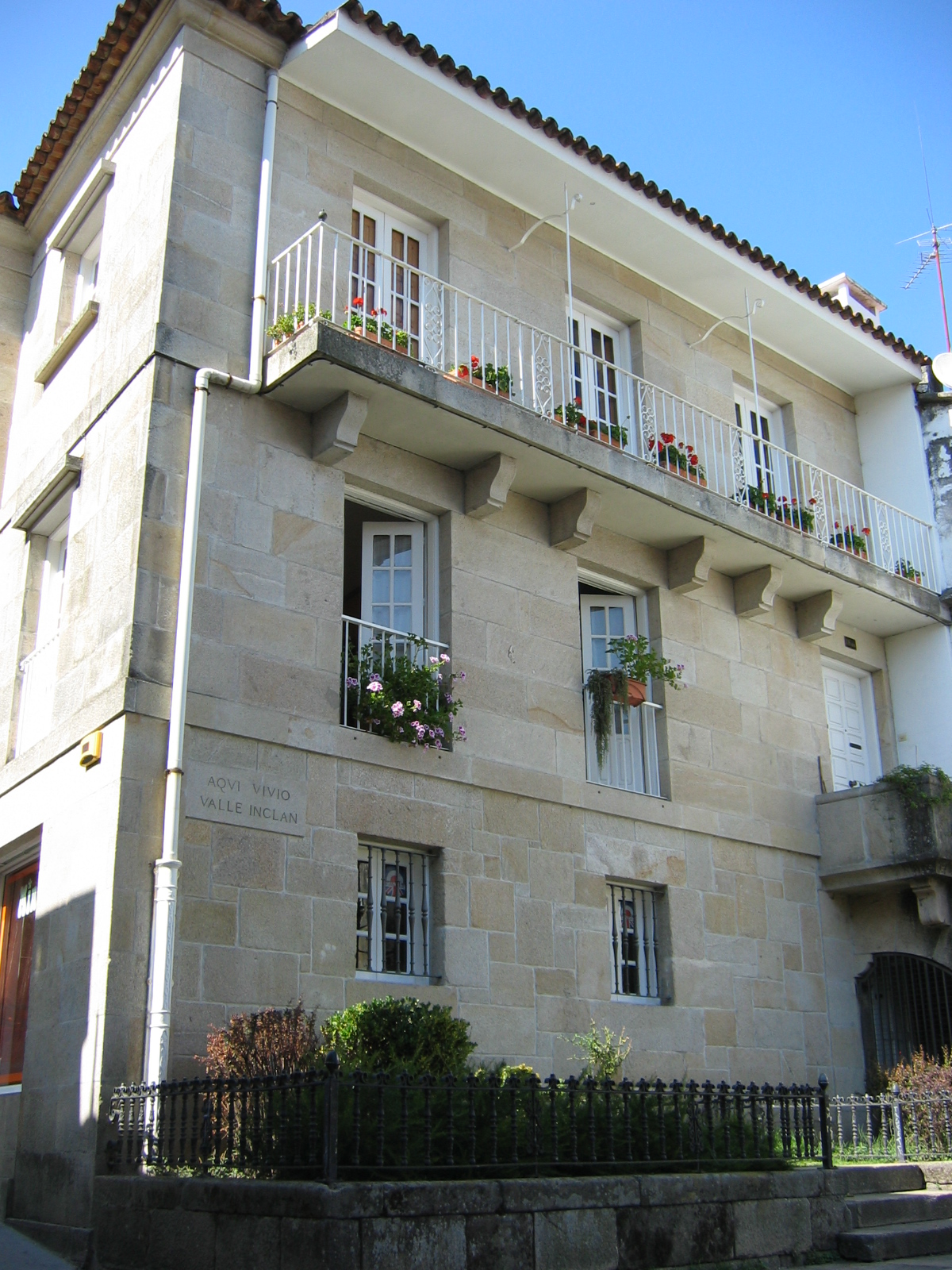
Casa de Valle-Inclán na Praça das Cinco Ruas

### Artigos relacionados
- Ramón María del Valle-Inclán
- Praça de Méndez Núñez
- Café Moderno
- Escola Secundária Valle-Inclán
- Estátua de Teucro
- Monumento à Tertúlia (Círculo Literário no Café Moderno)
- O Fiel contraste